# Маколифф, Криста
Шэ́рон Кри́ста Ко́рриган Мако́лифф (англ. Sharon Christa Corrigan McAuliffe; 2 сентября 1948, Бостон, Массачусетс, США — 28 января 1986, мыс Канаверал, Флорида) — американская учительница и женщина-астронавт. Была в составе экипажа из 7 астронавтов шаттла «Челленджер» в качестве специалиста по полезной нагрузке. Погибла при его старте 28 января 1986 года.

## Образование
В 1970 году Криста окончила Фреймингемский государственный колледж в Бостоне и получила степень бакалавра искусств (история). В 1978 году она окончила Bowie State University в Мэриленде и получила степень магистра искусств (организация учебного процесса).

## Работа и семья
С 1970 по 1978 годы работала учителем истории и английского языка в средних школах в городах Морнингсайд, а позже Лэнем, штат Мэриленд. После получения степени магистра с 1978 работала учителем истории, английского языка и биологии в средних школах г. Конкорд в штате Нью-Гэмпшир.
Была замужем за Стивеном Маколиффом. У них было двое детей: Скотт и Кэролин.

## Подготовка к полёту в космос

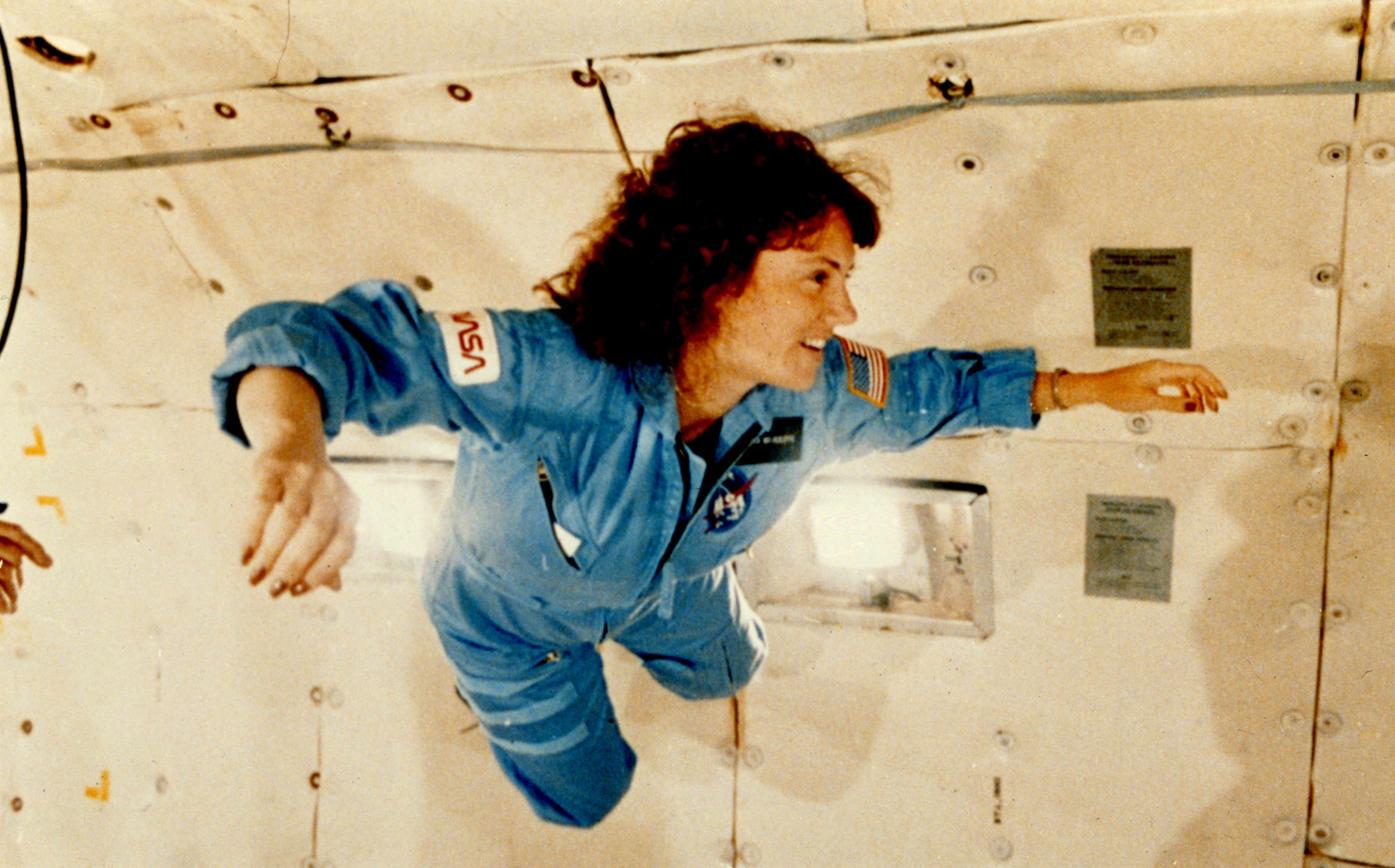
Маколифф тренируется на тренажере невесомости КС-135

К 1984 году учёные и космонавты США совершили 55 космических полётов, и их успешное возвращение на Землю стало чем-то привычным. Появилась мысль, что почти каждый молодой и здоровый человек, потренировавшись несколько месяцев, может лететь в космос. Осенью был объявлен первый конкурс под названием «Учитель в космосе». Поступило около 11 тысяч заявок, во второй тур попало 118 кандидатов, по два от каждого штата и подвластных территорий.
19 июля 1985 года вице-президент США Джордж Буш-старший на торжественной церемонии в Белом доме назвал имена победительниц конкурса: основной претендентки на полёт и её дублерши. Ими оказались учительницы средней школы 37-летняя Шарон Криста Маколифф и 34-летняя Барбара Морган. Криста в ответной речи выразила благодарность за доверие и расплакалась. Это были слёзы счастья. Ведь она, Криста Маколифф, весёлая и энергичная школьная учительница, должна была стать эталоном новой эры.
В сентябре 1985 года Шарон Криста Маколифф и Барбара Морган приступили к подготовке в Хьюстоне.
После трёхмесячной тренировки Криста была готова совершить полёт. Она была назначена специалистом по полезной нагрузке шаттла «Челленджер» и её задачей было проводить на борту корабля 15-минутные уроки о жизни и организации научных работ на шаттле и об исследовании и использовании космоса, а также снять учебные сюжеты.

## Гибель

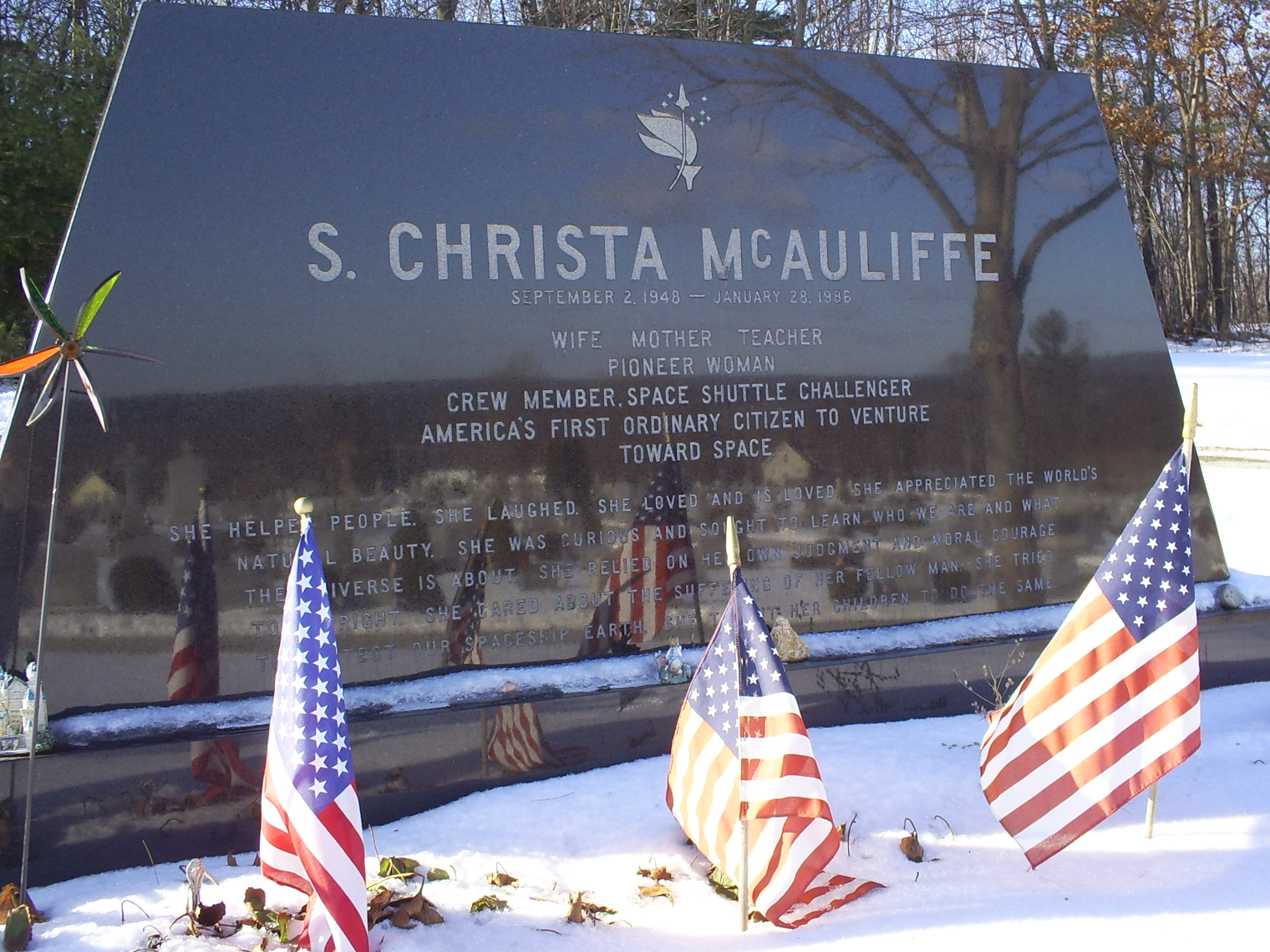
Памятник на могиле Кристы Маколифф

28 января 1986 года, в 11:38 по местному времени, «Челленджер» с семью астронавтами взлетел с космодрома имени Кеннеди. На 73-й секунде после взлета он взорвался: все семеро членов экипажа погибли.
Криста Маколифф была награждена посмертно Космической медалью почета конгресса США и похоронена на кладбище города Конкорд. На её могиле — полированная гранитная плита с надписью: «Жене, матери, учительнице. Женщине-пионеру, первому простому гражданину, стартовавшему в космос».